# Steff da Campo
Steff da Campo, pseudonimo di Steffen Johannes de Vries (Leeuwarden, 30 maggio 1979), è un disc jockey e produttore discografico olandese.

## Carriera
Attivo nella scena della musica elettronica già dal 1998, Steff da Campo diventa famoso internazionalmente solo verso il 2016, quando approda alla Heldeep Radio, l’etichetta discografica di Oliver Heldens, con il singolo Get Busy ed alla HEXAGON, l’etichetta di Don Diablo, con il brano Chicago (assieme al duo Raven & Kreyn). Nel corso degli anni ha collaborato con artisti come Laidback Luke, SMACK, Dave Crusher, Julian Jordan, Aevion, Lucky Charmes, David Puentez e Siks. Ha collaborato anche con Snoop Dogg per il brano Bang With The O.

### 1001Tracklist
- 2018: #37
- 2019: #12
- 2020: #22

## Discografia

### Singoli
- 2016: Get Busy
- 2016: Chicago (con Raven & Kreyn)
- 2016: Alright
- 2016: How It Goes
- 2016: Come Back and Stay
- 2017: Jump (con Bart B More feat. Simon Franks)
- 2017: Make It Roll
- 2017: Night of the Crowd (con Julian Jordan)
- 2017: Come Again (con Lucky Charmes)
- 2018: Make Me Feel (con Siks)
- 2018: Keep On Rockin’ (con Aevion)
- 2018: Into The Grove (feat. Mingue)
- 2018: Out of My Mind (con Magnificence)
- 2018: House Party (con twoloud)
- 2018: Deeper Love
- 2018: Bang With The O (feat. Snoop Dogg)
- 2018: Invincible (con Robbie Mendez)
- 2018: September (con Dave Crusher)
- 2019: Kick Some Ass (con Lost Capital)
- 2019: Gin & Vodka (con Tommy Jayden)
- 2019: Everybody (con David Puentez)
- 2019: Why Boy (con Dave Crusher)
- 2019: Wasted Time (con KARSTEN)
- 2019: Break It Down (con Tim Hox)
- 2019: Push (con musicbyLukas)
- 2019: Renegade (con SMACK)
- 2019: In & Out My Life
- 2020: Get Down (con Dave Crusher)
- 2020: We Found Love (con Laidback Luke)
- 2020: Little Bit Love (con Mordkey)
- 2020: Saving Your Soul
- 2020: Fresh (con David Puentez)
- 2020: All Together Now (con The Farm)
- 2020: Struggle (con Lost Capital feat. A.D.O.R.)
- 2020: Live Your Life (con Tony Junior)
- 2021: Closer (con Brieuc)
- 2021: State Of Mind (con Olaf Blackwood)
- 2021: LIL BEBÈ (con Lost Capital)

### Altri singoli
- 2016: Steff da Campo & The Antidote – Home (Magnificence Edit)
- 2018: Steff da Campo & SMACK feat. Kiyoshi – Count That (R3hab Edit)
- 2019: Steff da Campo & G-Pol – In My Mind (KIIDA Edit)

### Remix
- 2018: Tujamo – Body Language (Steff da Campo Remix)
- 2018: Gregor Salto feat. Red – Looking Good (Gregor Salto & Steff da Campo Remix)
- 2018: Dada Life – Higher Than The Sun (Steff da Campo Remix)
- 2018: R3hab & Mike Williams – Lullaby (Steff da Campo Remix)
- 2018: OTHER feat. Nana the Writer – Missing (Steff da Campo Remix)
- 2018: Morgan Page – The Longest Road (Steff da Campo Remix)
- 2019: Cash Cash feat. Nasri dei MAGIC! – Call You (Steff da Campo Remix)
- 2019: Galantis feat. OneRepublic – Bones (Steff da Campo Remix)
- 2019: The Knocks – No Requests (Steff da Campo Remix)
- 2019: Jonas Blue & HRVY - Younger (Steff da Campo Remix)
- 2019: Joe Stone – Nothing Else (When I Think Of You) (Steff da Campo Remix)
- 2020: Galantis – Holy Water (Steff da Campo Remix)
- 2020: DJ Kuba & Neitan – Feel The Vibe (Steff da Campo Remix)
- 2020: Morgan Page & Mark Sixma – Our Song (Steff da Campo Remix)
- 2020: Hi_Tack – Say Say Say (Waiting 4 U) (Steffa da Campo & 71Digits Radio Mix)
- 2021: A7S – Nirvana (Steff da Campo Remix)